# Carl Weisflog

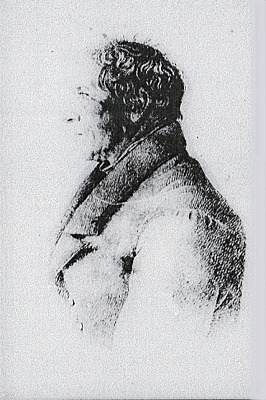
Carl Weisflog

Carl Weisflog (* 27. Dezember 1770 in Sagan; † 14. Juli 1828  in Warmbrunn) war ein deutscher Schriftsteller.

## Leben
Weisflog war der Sohn eines Schulrektors und studierte ab 1790 in Königsberg zuerst Theologie, dann Rechtswissenschaft. Nach Abschluss seines Studiums war er längere Zeit Hauslehrer in Gumbinnen, dann Referendar in Tilsit und Memel. Er wurde 1802 Stadtrichter in seiner Heimatstadt Sagan und 1827 schließlich Gerichtsdirektor. Er starb 1828 nach über 16-jähriger Krankheit im Kurort Warmbrunn.
Seit 1819 war Weisflog  mit E.T.A. Hoffmann lose befreundet und – vielleicht dadurch – auch schriftstellerisch tätig. Seine Erzählungen und Novellen, die er in reger Tätigkeit veröffentlichte, wurden seinerzeit viel gelesen; sind aber heute nahezu unbekannt – trotz der frühen Adaption vieler Versatzstücke durch Johann Nestroy in dessen Bühnenstücken Der böse Geist Lumpazivagabundus (1833) und Die Familien Zwirn, Knieriem und Leim (1834) sowie einer Neuausgabe der Novellen im Jahr 1925 durch Gustav Meyrink unter dem Titel Das große Los in etzlichen anmutigen Historien.